# Harrismith (West-Australië)
Harrismith is een plaats in de regio Wheatbelt in West-Australië.

## Geschiedenis
Ten tijde van de Europese kolonisatie leefden de Wiilman Nyungah in de streek.
William Justice Smith vestigde zich illegaal in de streek rond 1868. In 1896 werd hem een kavel grond toegekend. De rabbit-proof fence werd in 1906 door de streek getrokken. In 1914 werd de spoorweg tussen Yilliminning en Kondinin aangelegd, met een nevenspoor dat 'South Dorakin' werd genoemd. De plaatselijke bevolking verzette zich tegen die naam en stelde voor het Harrismith te noemen, naar een van de eerste kolonisten in de streek. In 1915 werd aan het nevenspoor het dorp Harrismith officieel gesticht.
In 1916 opende in Harrismith een winkel en een post- en telefoonkantoor. Drie jaar later, in 1919, opende een schooltje. In 1926 werd een hostel gebouwd. Het hostel werd in 1962 tot een hotel omgebouwd. De CBH Group bouwde in 1937 faciliteiten voor het vervoer van graan in bulk in Harrismith. In 1958 werd de 'Uniting Church' gebouwd. Het schooltje sloot de deuren in 1971. In 1985 werd het 'Harrismith Community Centre' gebouwd.

## 21e eeuw
Harrismith maakt deel uit van het lokale bestuursgebied (LGA) Shire of Wickepin, een landbouwdistrict. In 2021 telde Harrismith 52 inwoners.
Harrismith heeft een gemeenschapszaal en enkele sportfaciliteiten.

## Toerisme
De streek staat bekend voor zijn unieke wilde bloemen en dieren. De 'Harrismith Walk Trail' is een bewegwijzerde wandeling langs de plaatselijke flora en fauna. De plaatselijke bevolking stelt historische machines en informatie over de rabbit-proof fence tentoon. Harrismith heeft een hotel en een caravanpark.

## Transport
Harrismith ligt 259 kilometer ten zuidoosten van de West-Australische hoofdstad Perth, 83 kilometer ten zuiden van Corrigin en 44 kilometer ten oostzuidoosten van Wickepin, de hoofdplaats van het lokale bestuursgebied waarvan het deel uitmaakt.
De spoorweg die langs Harrismith loopt maakt deel uit van het goederenspoorwegnetwerk van Arc Infrastructure. Er rijden geen reizigerstreinen.
Net ten zuiden van Harrismith ligt een startbaan (ICAO: AU48).

## Klimaat
Harrismith kent een warm mediterraan klimaat, Csa volgens de klimaatclassificatie van Köppen. De gemiddelde jaarlijkse temperatuur bedraagt 15,8 °C en de gemiddelde jaarlijkse neerslag 362 mm.